# Liste des joueurs du KRC Harelbeke
Cette liste reprend les 213 joueurs de football qui ont évolué au KRC Harelbeke depuis la fondation du club.
- Haut – A
- B
- C
- D
- E
- F
- G
- H
- I
- J
- K
- L
- M
- N
- O
- P
- Q
- R
- S
- T
- U
- V
- W
- X
- Y
- Z

## A
| Joueur                   | Nationalité | Position          | Date de naissance | Période(s) | Matches (dont D1) | Buts | Jaunes | Rouges |
| ------------------------ | ----------- | ----------------- | ----------------- | ---------- | ----------------- | ---- | ------ | ------ |
| Benedict Akwuegbu        | Nigeria     | Attaquant         | 3/11/1974         | 1993-1996  | 59 (23)           | 14   | 5      | 1      |
| Dirk Algoet              | Belgique    | ?                 | 27/05/1963        | 1985-1986  | 0 (0)             | 0    | 0      | 0      |
| Roberto Alvarez-Gonzales | Belgique    | ?                 | 12/10/1955        | 1980-1984  | 0 (0)             | 0    | 0      | 0      |
| Aziz Ansah               | Ghana       | Défenseur         | 7/10/1980         | 1998-1999  | 2 (2)             | 1    | 1      | 0      |
| Éric Auffret             | France      | Milieu de terrain | 23/03/1966        | 1994-1996  | 31 (8)            | 0    | 2      | 0      |

## B
| Joueur                    | Nationalité | Position          | Date de naissance | Période(s) | Matches (dont D1) | Buts | Jaunes | Rouges |
| ------------------------- | ----------- | ----------------- | ----------------- | ---------- | ----------------- | ---- | ------ | ------ |
| Chris Baert               | Belgique    | ?                 | 27/12/1969        | 1988-1991  | 39 (0)            | 7    | 4      | 0      |
| Steve Barbé               | Belgique    | Milieu de terrain | 15/01/1979        | 2000-2001  | 23 (23)           | 0    | 6      | 0      |
| Mohammed Barka            | Belgique    | Milieu de terrain | 10/05/1971        | 2000-2001  | 10 (10)           | 1    | 0      | 0      |
| Olivier Baudry            | France      | Milieu de terrain | 13/04/1970        | 1996-1999  | 84 (84)           | 11   | 12     | 0      |
| Dirk Beek                 | Belgique    | ?                 | 20/09/1946        | 1975-1976  | 0 (0)             | 0    | 0      | 0      |
| Dirk Beheydt              | Belgique    | Attaquant         | 17/10/1951        | 1984-1986  | 0 (0)             | 11   | 0      | 0      |
| Filip Benoot              | Belgique    | ?                 | 3/02/1957         | 1985-1988  | 46 (0)            | 4    | 2      | 0      |
| Johnny Bogaert            | Belgique    | Défenseur         | 13/09/1947        | 1979-1981  | 0 (0)             | 0    | 0      | 0      |
| Ndingi Bokila Mandjombolo | Belgique    | ?                 | 27/11/1954        | 1979-1984  | 0 (0)             | 48   | 0      | 0      |
| Jürgen Bortier            | Belgique    | ?                 | 19/07/1973        | 1990-1991  | 1 (0)             | 0    | 0      | 0      |
| Rik Bouckaert             | Belgique    | ?                 | 29/01/1966        | 1982-1987  | 6 (0)             | 0    | 0      | 0      |
| Roel Brenker              | Pays-Bas    | ?                 | 15/11/1958        | 1980-1981  | 0 (0)             | 0    | 0      | 0      |
| Joël Bwalya               | Zambie      | Milieu de terrain | 24/10/1972        | 1993-1995  | 20 (0)            | 3    | 0      | 0      |

## C
| Joueur            | Nationalité | Position       | Date de naissance | Période(s) | Matches (dont D1) | Buts | Jaunes | Rouges |
| ----------------- | ----------- | -------------- | ----------------- | ---------- | ----------------- | ---- | ------ | ------ |
| Fodé Camara       | Guinée      | Attaquant      | 9/12/1973         | 1998-1999  | 12 (12)           | 3    | 5      | 0      |
| Kader Camara      | Guinée      | Attaquant      | 18/03/1982        | 2000-2002  | 38 (12)           | 0    | 8      | 1      |
| Kémoko Camara     | Guinée      | Gardien de but | 5/04/1975         | 1998-2001  | 34 (34)           | 0    | 2      | 2      |
| Claude Carbonelle | Belgique    | ?              | 20/04/1959        | 1982-1983  | 0 (0)             | 0    | 0      | 0      |
| Dirk Castelein    | Belgique    | ?              | 29/07/1961        | 1982-1983  | 0 (0)             | 0    | 0      | 0      |
| Koen Christiaens  | Belgique    | ?              | 30/11/1961        | 1979-1981  | 0 (0)             | 0    | 0      | 0      |
| Francky Cieters   | Belgique    | ?              | 11/05/1966        | 1983-1991  | 113 (0)           | 4    | 17     | 0      |
| Rik Claeys        | Belgique    | ?              | 9/05/1969         | 1987-1988  | 4 (0)             | 0    | 0      | 0      |
| Bill Cosman       | Belgique    | ?              | 27/12/1962        | 1984-1985  | 0 (0)             | 0    | 0      | 0      |
| Francis Couvreur  | Belgique    | Attaquant      | 11/12/1968        | 1993-1996  | 67 (9)            | 44   | 7      | 0      |

## D
| Joueur                   | Nationalité  | Position          | Date de naissance | Période(s)           | Matches (dont D1) | Buts | Jaunes | Rouges |
| ------------------------ | ------------ | ----------------- | ----------------- | -------------------- | ----------------- | ---- | ------ | ------ |
| Sergio Da Silva          | Belgique     | ?                 | 15/05/1961        | 1990-1991            | 7 (0)             | 0    | 0      | 1      |
| Theo Damman              | Belgique     | ?                 | 6/12/1962         | 1981-1983            | 0 (0)             | 0    | 0      | 0      |
| Patrick De Baere         | Belgique     | ?                 | 24/12/1964        | 1986-1992            | 31 (0)            | 0    | 2      | 1      |
| Martin De Bouver         | Belgique     | ?                 | 10/04/1963        | 1990-1991            | 27 (0)            | 1    | 0      | 1      |
| Alain De Clercq          | Belgique     | ?                 | 18/05/1969        | 1992-1997            | 134 (51)          | 14   | 17     | 0      |
| Gino De Craene           | Belgique     | ?                 | 7/11/1957         | 1975-1991            | 13 (0)            | 0    | 1      | 0      |
| Robert De Kip            | Belgique     | ?                 | 7/10/1955         | 1982-1985            | 0 (0)             | 10   | 0      | 0      |
| Mario Sergio De Oliveira | Brésil       | ?                 | 1/03/1966         | 1989-1991            | 28 (0)            | 9    | 0      | 0      |
| Joris De Tollenaere      | Belgique     | Attaquant         | 17/08/1970        | 1988-2001            | 324 (165)         | 70   | 47     | 3      |
| Geert De Vlieger         | Belgique     | Gardien de but    | 16/10/1971        | 1998-1999            | 33 (33)           | 0    | 1      | 0      |
| Philip De Volder         | Belgique     | ?                 | 14/01/1963        | 1980-1981            | 0 (0)             | 0    | 0      | 0      |
| Ivan De Wilde            | Belgique     | ?                 | 9/05/1966         | 1995-1999            | 33 (33)           | 0    | 1      | 1      |
| Pascal De Wilde          | Belgique     | Milieu de terrain | 1/05/1965         | 1985-1987, 1994-1996 | 58 (0)            | 30   | 7      | 0      |
| Frank De Wispelaere      | Belgique     | ?                 | 11/11/1969        | 1991-1993            | 48 (0)            | 4    | 1      | 0      |
| Anick Deblock            | Belgique     | ?                 | 27/05/1961        | 1978-1979            | 0 (0)             | 0    | 0      | 0      |
| Francky Dedapper         | Belgique     | ?                 | 2/12/1960         | 1978-1979            | 0 (0)             | 0    | 0      | 0      |
| Geert Defraeye           | Belgique     | ?                 | 22/11/1964        | 1982-1983            | 0 (0)             | 0    | 0      | 0      |
| Kurt Deltour             | Belgique     | ?                 | 1/01/1967         | 1982-1999            | 292 (92)          | 18   | 35     | 2      |
| Wim Deltour              | Belgique     | ?                 | 18/10/1968        | 1986-1987            | 1 (0)             | 1    | 0      | 0      |
| Éric Demaeght            | Belgique     | ?                 | 8/09/1956         | 1979-1988            | 28 (0)            | 0    | 1      | 0      |
| Henk Demeyer             | Belgique     | ?                 | 16/04/1966        | 1983-1984            | 0 (0)             | 0    | 0      | 0      |
| Dirk Dendauw             | Belgique     | ?                 | 20/05/1963        | 1980-1981            | 0 (0)             | 0    | 0      | 0      |
| Frédéric Deplancke       | Belgique     | ?                 | 16/03/1977        | 1996-1998            | 1 (1)             | 0    | 0      | 0      |
| Yves Depraeter           | Belgique     | ?                 | 25/09/1968        | 1991-1992            | 19 (0)            | 4    | 0      | 0      |
| Pascal Dermaux           | Belgique     | ?                 | 28/11/1969        | 1988-1989            | 10 (0)            | 0    | 2      | 0      |
| Bart Desmul              | Belgique     | ?                 | 18/03/1973        | 1992-1993            | 0 (0)             | 0    | 0      | 0      |
| Chris Desomer            | Belgique     | ?                 | 11/06/1968        | 1993-1994            | 21 (0)            | 3    | 3      | 0      |
| Dirk Destorme            | Belgique     | ?                 | 24/02/1954        | 1978-1984            | 0 (0)             | 0    | 0      | 0      |
| Norbert Deviaene         | Belgique     | ?                 | 14/05/1943        | 1977-1979            | 0 (0)             | 0    | 0      | 0      |
| Roy Devos                | Belgique     | ?                 | 8/11/1983         | 2000-2001            | 0 (0)             | 0    | 0      | 0      |
| Stefaan Devriendt        | Belgique     | ?                 | 1/05/1971         | 1988-1989            | 1 (0)             | 0    | 0      | 0      |
| Danny Devuyst            | Belgique     | ?                 | 1/04/1970         | 1996-1998            | 30 (30)           | 1    | 3      | 0      |
| Pascal Dewinter          | Belgique     | ?                 | 17/04/1960        | 1978-1984            | 0 (0)             | 0    | 0      | 0      |
| Jean-Pierre D'Hondt      | Belgique     | ?                 | 8/01/1960         | 1986-1987            | 8 (0)             | 2    | 0      | 0      |
| Maxime Dhoore            | Burkina Faso | Attaquant         | 7/03/1978         | 1999-2000            | 8 (8)             | 0    | 1      | 0      |
| Samba Diallo             | Belgique     | ?                 | 13/06/1955        | 1982-1986            | 0 (0)             | 0    | 0      | 0      |
| Andrei Diatel            | Russie       | Milieu de terrain | 12/02/1980        | 1998-2001            | 40 (40)           | 6    | 5      | 0      |
| Abderrezak Djahnit       | Algérie      | ?                 | 8/01/1966         | 1992-1993            | 27 (0)            | 6    | 2      | 0      |
| Gino Donckele            | Belgique     | Défenseur         | 6/09/1967         | 1984-1992            | 62 (0)            | 4    | 5      | 0      |
| Jacques Donckele         | Belgique     | ?                 | 2/01/1945         | 1978-1980            | 0 (0)             | 0    | 0      | 0      |
| Nico Donckele            | Belgique     | ?                 | 24/02/1970        | 1987-1988            | 1 (0)             | 0    | 0      | 0      |
| Paul Dubus               | Belgique     | ?                 | 25/11/1965        | 1983-1987            | 9 (0)             | 1    | 1      | 0      |

## E
| Joueur                     | Nationalité | Position  | Date de naissance | Période(s) | Matches (dont D1) | Buts | Jaunes | Rouges |
| -------------------------- | ----------- | --------- | ----------------- | ---------- | ----------------- | ---- | ------ | ------ |
| Sigurður Ragnar Eyjólfsson | Islande     | Attaquant | 1/12/1973         | 2000-2001  | 9 (9)             | 2    | 0      | 0      |

## F
| Joueur        | Nationalité | Position       | Date de naissance | Période(s) | Matches (dont D1) | Buts | Jaunes | Rouges |
| ------------- | ----------- | -------------- | ----------------- | ---------- | ----------------- | ---- | ------ | ------ |
| Yves Faelens  | Belgique    | ?              | 2/10/1965         | 1982-1988  | 38 (0)            | 5    | 2      | 1      |
| Rik Foulon    | Belgique    | ?              | 6/04/1963         | 1989-1992  | 25 (0)            | 0    | 3      | 0      |
| Franky Frans  | Belgique    | Gardien de but | 27/02/1966        | 2000-2001  | 15 (15)           | 0    | 1      | 1      |
| Guy Fromont   | Belgique    | ?              | 8/10/1945         | 1982-1983  | 0 (0)             | 0    | 0      | 0      |
| Florin Frunza | Roumanie    | Attaquant      | 30/08/1970        | 1995-1997  | 51 (51)           | 8    | 15     | 0      |

## G
| Joueur          | Nationalité | Position          | Date de naissance | Période(s) | Matches (dont D1) | Buts | Jaunes | Rouges |
| --------------- | ----------- | ----------------- | ----------------- | ---------- | ----------------- | ---- | ------ | ------ |
| Ronny Gaspercic | Belgique    | Gardien de but    | 9/05/1969         | 1996-1999  | 68 (68)           | 0    | 1      | 0      |
| David Geeroms   | Belgique    | Milieu de terrain | 7/07/1978         | 2000-2001  | 19 (19)           | 3    | 0      | 0      |
| Thierry Gunst   | Belgique    | ?                 | 13/06/1966        | 1983-1984  | 0 (0)             | 0    | 0      | 0      |

## H
| Joueur        | Nationalité | Position          | Date de naissance | Période(s) | Matches (dont D1) | Buts | Jaunes | Rouges |
| ------------- | ----------- | ----------------- | ----------------- | ---------- | ----------------- | ---- | ------ | ------ |
| Nordine Hameg | Algérie     | Milieu de terrain | 21/08/1967        | 1991-2000  | 228 (133)         | 9    | 12     | 2      |
| Marijo Harmat | Croatie     | Défenseur         | 19/09/1970        | 2000-2001  | 16 (16)           | 2    | 1      | 0      |
| Wim Henneman  | Belgique    | Gardien de but    | 1/09/1972         | 1993-1995  | 49 (0)            | 0    | 0      | 0      |
| Dirk Himpe    | Belgique    | ?                 | 14/07/1963        | 1979-1984  | 0 (0)             | 0    | 0      | 0      |
| Patrick Himpe | Belgique    | ?                 | 24/07/1956        | 1978-1991  | 0 (0)             | 0    | 0      | 0      |

## I
| Joueur           | Nationalité | Position  | Date de naissance | Période(s) | Matches (dont D1) | Buts | Jaunes | Rouges |
| ---------------- | ----------- | --------- | ----------------- | ---------- | ----------------- | ---- | ------ | ------ |
| Ali Ibrahim Pelé | Ghana       | Attaquant | 1/09/1969         | 1998-1999  | 12 (12)           | 0    | 1      | 0      |

## J
| Joueur      | Nationalité | Position       | Date de naissance | Période(s) | Matches (dont D1) | Buts | Jaunes | Rouges |
| ----------- | ----------- | -------------- | ----------------- | ---------- | ----------------- | ---- | ------ | ------ |
| Toni Jurjev | Croatie     | Gardien de but | 30/11/1973        | 2000-2001  | 11 (11)           | 0    | 0      | 0      |

## K
| Joueur              | Nationalité | Position          | Date de naissance | Période(s) | Matches (dont D1) | Buts | Jaunes | Rouges |
| ------------------- | ----------- | ----------------- | ----------------- | ---------- | ----------------- | ---- | ------ | ------ |
| Blessing Kaku       | Nigeria     | Milieu de terrain | 5/03/1978         | 1999-2000  | 27 (27)           | 5    | 5      | 0      |
| Dariusz Kasperek    | Pologne     | Attaquant         | 24/05/1966        | 1989-1990  | 0 (0)             | 0    | 0      | 0      |
| Franky Kesteloot    | Belgique    | Milieu de terrain | 7/06/1963         | 1980-1992  | 124 (0)           | 2    | 8      | 2      |
| Lorenz Kindtner     | Australie   | Défenseur         | 13/10/1971        | 1994-1995  | 32 (0)            | 4    | 1      | 0      |
| René Klomp          | Pays-Bas    | Milieu de terrain | 16/08/1974        | 1998-2001  | 79 (72)           | 10   | 7      | 0      |
| Grégory Knockaert   | Belgique    | ?                 | 17/02/1968        | 1992-1994  | 35 (0)            | 4    | 2      | 0      |
| Fabijan Komljenović | Croatie     | Milieu de terrain | 16/01/1968        | 1997-1998  | 14 (14)           | 0    | 0      | 0      |
| Ernest Konon        | Pologne     | Attaquant         | 16/03/1974        | 2000-2001  | 8 (8)             | 1    | 0      | 0      |
| Vedran Kovacić      | Croatie     | ?                 | 7/07/1979         | 2000-2001  | 0 (0)             | 0    | 0      | 0      |
| Arkadiusz Kubik     | Pologne     | Milieu de terrain | 31/05/1972        | 1995-2001  | 132 (132)         | 9    | 10     | 1      |
| Łukasz Kubik        | Pologne     | Milieu de terrain | 2/04/1978         | 1998-2001  | 77 (77)           | 5    | 2      | 0      |
| Drazen Kukurić      | Belgique    | ?                 | 8/04/1963         | 1990-1991  | 0 (0)             | 0    | 0      | 0      |

## L
| Joueur            | Nationalité | Position          | Date de naissance | Période(s) | Matches (dont D1) | Buts | Jaunes | Rouges |
| ----------------- | ----------- | ----------------- | ----------------- | ---------- | ----------------- | ---- | ------ | ------ |
| Martin Laamers    | Pays-Bas    | ?                 | 2/08/1967         | 1996-2000  | 99 (99)           | 3    | 28     | 2      |
| Vincent Lachambre | Belgique    | Défenseur         | 6/11/1980         | 2000-2001  | 30 (30)           | 0    | 8      | 0      |
| Mikhail Lunin     | Russie      | Milieu de terrain | 31/05/1978        | 1999-2000  | 1 (1)             | 0    | 0      | 0      |

## M
| Joueur            | Nationalité | Position          | Date de naissance | Période(s) | Matches (dont D1) | Buts | Jaunes | Rouges |
| ----------------- | ----------- | ----------------- | ----------------- | ---------- | ----------------- | ---- | ------ | ------ |
| Joost Maddens     | Belgique    | ?                 | 1/10/1964         | 1982-1984  | 0 (0)             | 0    | 0      | 0      |
| Bart Maes         | Belgique    | ?                 | 28/11/1963        | 1983-1984  | 0 (0)             | 0    | 0      | 0      |
| Daniel Maes       | Belgique    | Défenseur         | 7/07/1966         | 1996-2001  | 155 (155)         | 4    | 15     | 0      |
| Kurt Marijsse     | Belgique    | ?                 | 20/11/1967        | 1991-1993  | 11 (0)            | 0    | 0      | 0      |
| Luc Marlier       | Belgique    | ?                 | 24/06/1950        | 1978-1979  | 0 (0)             | 0    | 0      | 0      |
| Davor Medvid      | Croatie     | ?                 | 28/08/1979        | 2000-2001  | 14 (14)           | 0    | 0      | 0      |
| Johan Meersman    | Belgique    | ?                 | 3/10/1954         | 1978-1984  | 0 (0)             | 0    | 0      | 0      |
| Fayçal Meguenni   | Algérie     | ?                 | 28/06/1966        | 1991-1993  | 29 (0)            | 1    | 0      | 0      |
| Grégory Meilhac   | France      | Attaquant         | 5/09/1971         | 1999-2000  | 13 (13)           | 0    | 0      | 0      |
| Eddy Mestdagh     | Belgique    | ?                 | 8/03/1953         | 1979-1984  | 0 (0)             | 0    | 0      | 0      |
| Dimitri Mitchkov  | Russie      | Milieu de terrain | 9/01/1980         | 1998-2001  | 25 (25)           | 4    | 0      | 0      |
| John Moelaert     | Belgique    | Défenseur         | 14/01/1943        | 1972-1975  | 0 (0)             | 0    | 0      | 0      |
| Naili Moktar      | Belgique    | ?                 | 26/09/1970        | 1992-1993  | 3 (0)             | 0    | 0      | 0      |
| Godfried Moortgat | Belgique    | ?                 | 22/08/1961        | 1984-1988  | 16 (0)            | 0    | 0      | 0      |
| Alen Mrzlecki     | Croatie     | Défenseur         | 13/05/1974        | 2000-2001  | 15 (15)           | 1    | 4      | 0      |
| Luvila Mutombo    | Belgique    | ?                 | 10/11/1957        | 1987-1989  | 51 (0)            | 11   | 7      | 1      |

## N
| Joueur                      | Nationalité | Position          | Date de naissance | Période(s) | Matches (dont D1) | Buts | Jaunes | Rouges |
| --------------------------- | ----------- | ----------------- | ----------------- | ---------- | ----------------- | ---- | ------ | ------ |
| Joost Naert                 | Belgique    | ?                 | 4/03/1964         | 1981-1982  | 0 (0)             | 0    | 0      | 0      |
| Steve Naessens              | Belgique    | ?                 | 20/11/1980        | 1999-2001  | 0 (0)             | 0    | 0      | 0      |
| Michel Ngonge               | Zaïre       | Attaquant         | 10/01/1967        | 1995-1996  | 31 (31)           | 14   | 6      | 0      |
| Benny Noppe                 | Belgique    | ?                 | 11/09/1966        | 1984-1986  | 0 (0)             | 0    | 0      | 0      |
| Marc Noppe                  | Belgique    | ?                 | 11/08/1958        | 1977-1980  | 0 (0)             | 0    | 0      | 0      |
| Sébastien Nottebaert        | Belgique    | ?                 | 4/08/1973         | 2000-2001  | 20 (20)           | 0    | 1      | 0      |
| René Notten                 | Pays-Bas    | Milieu de terrain | 20/11/1949        | 1981-1983  | 0 (0)             | 0    | 0      | 0      |
| Godefroid N'tambwe-Lumbangi | Belgique    | ?                 | 8/11/1967         | 1989-1990  | 0 (0)             | 0    | 0      | 0      |
| Stone Nyirenda              | Zambie      | Attaquant         | 7/11/1963         | 1987-1988  | 21 (0)            | 5    | 0      | 0      |

## O
| Joueur           | Nationalité | Position  | Date de naissance | Période(s) | Matches (dont D1) | Buts | Jaunes | Rouges |
| ---------------- | ----------- | --------- | ----------------- | ---------- | ----------------- | ---- | ------ | ------ |
| Mike Okoth Origi | Kenya       | Attaquant | 16/11/1967        | 1996-1998  | 56 (56)           | 11   | 4      | 0      |
| Johnny Ottevaere | Belgique    | ?         | 22/02/1955        | 1978-1980  | 0 (0)             | 0    | 0      | 0      |
| Abdellac Ouafik  | Belgique    | ?         | 26/05/1965        | 1989-1990  | 0 (0)             | 0    | 0      | 0      |

## P
| Joueur                 | Nationalité | Position          | Date de naissance | Période(s) | Matches (dont D1) | Buts | Jaunes | Rouges |
| ---------------------- | ----------- | ----------------- | ----------------- | ---------- | ----------------- | ---- | ------ | ------ |
| David Paas             | Belgique    | Attaquant         | 24/02/1971        | 1998-2000  | 45 (45)           | 23   | 13     | 0      |
| Bruno Parmentier       | Belgique    | ?                 | 17/10/1971        | 1988-1996  | 103 (12)          | 3    | 4      | 0      |
| Alex Pastoor           | Pays-Bas    | Défenseur         | 26/10/1966        | 1997-1999  | 18 (18)           | 0    | 2      | 2      |
| Jean-Marie Paternoster | Belgique    | ?                 | 14/04/1958        | 1977-1979  | 0 (0)             | 0    | 0      | 0      |
| Frank Peeraer          | Belgique    | ?                 | 11/09/1963        | 1989-1991  | 18 (0)            | 5    | 1      | 0      |
| Freddy Petitjean       | Belgique    | ?                 | 31/03/1954        | 1980-1981  | 0 (0)             | 0    | 0      | 0      |
| Philip Piedfort        | Belgique    | ?                 | 23/08/1975        | 1997-1998  | 1 (1)             | 0    | 0      | 0      |
| Pascal Pieters         | Belgique    | Milieu de terrain | 13/07/1975        | 1994-1999  | 19 (11)           | 0    | 3      | 0      |
| Robbie Plets           | Belgique    | ?                 | 6/12/1979         | 1999-2001  | 5 (5)             | 0    | 0      | 0      |

## R
| Joueur          | Nationalité | Position          | Date de naissance | Période(s) | Matches (dont D1) | Buts | Jaunes | Rouges |
| --------------- | ----------- | ----------------- | ----------------- | ---------- | ----------------- | ---- | ------ | ------ |
| Wim Reyers      | Belgique    | ?                 | 12/10/1946        | 1976-1977  | 0 (0)             | 0    | 0      | 0      |
| Danny Roman     | Belgique    | ?                 | 25/08/1954        | 1978-1980  | 0 (0)             | 0    | 0      | 0      |
| Marko Rosandic  | Croatie     | Milieu de terrain | 2/11/1975         | 2000-2001  | 5 (5)             | 0    | 1      | 0      |
| Claude Rousseau | Belgique    | ?                 | 26/09/1968        | 1991-1994  | 55 (0)            | 9    | 3      | 0      |
| Milan Ružić     | Yougoslavie | Défenseur         | 25/07/1955        | 1988-1989  | 22 (0)            | 3    | 3      | 1      |

## S
| Joueur                     | Nationalité | Position          | Date de naissance | Période(s) | Matches (dont D1) | Buts | Jaunes | Rouges |
| -------------------------- | ----------- | ----------------- | ----------------- | ---------- | ----------------- | ---- | ------ | ------ |
| Donald Sabbe               | Belgique    | ?                 | ?                 | 1980-1981  | 0 (0)             | 0    | 0      | 0      |
| Dirk Sanders               | Belgique    | ?                 | 30/09/1955        | 1978-1985  | 0 (0)             | 0    | 0      | 0      |
| Koen Sanders               | Belgique    | Milieu de terrain | 17/12/1962        | 1995-1997  | 32 (32)           | 0    | 3      | 1      |
| Paul Sanders               | Belgique    | Attaquant         | 8/02/1957         | 1976-1982  | 0 (0)             | 25   | 0      | 0      |
| Giovanni Sandra            | Belgique    | Milieu de terrain | 23/11/1980        | 1999-2001  | 4 (4)             | 1    | 0      | 0      |
| Kristof Sas                | Belgique    | ?                 | 19/11/1975        | 2000-2001  | 24 (24)           | 1    | 8      | 0      |
| Daniel Scavone             | Belgique    | Défenseur         | 3/09/1972         | 1998-1999  | 11 (10)           | 0    | 2      | 0      |
| Fanny Schamp               | Belgique    | ?                 | 13/09/1972        | 1991-1994  | 48 (0)            | 3    | 9      | 0      |
| Frank Schepens             | Belgique    | ?                 | 21/01/1961        | 1988-1989  | 17 (0)            | 2    | 0      | 0      |
| Chris Schouttetens         | Belgique    | ?                 | 10/08/1966        | 1982-1996  | 190 (1)           | 1    | 33     | 2      |
| Roberto Severiano Da Silva | Brésil      | ?                 | 20/12/1965        | 1992-1993  | 3 (0)             | 0    | 0      | 0      |
| Philippe Siau              | Belgique    | ?                 | 15/09/1956        | 1984-1986  | 0 (0)             | 0    | 0      | 0      |
| Ebrima Ebou Sillah         | Gambie      | Attaquant         | 12/04/1980        | 1999-2000  | 28 (28)           | 4    | 3      | 0      |
| Dirk Snelders              | Belgique    | ?                 | 30/09/1955        | 1982-1983  | 0 (0)             | 0    | 0      | 0      |
| Dennis Souza Guedes        | Brésil      | Défenseur         | 9/01/1980         | 2000-2001  | 21 (21)           | 0    | 3      | 1      |
| Marc Steyaert              | Belgique    | ?                 | 2/01/1956         | 1981-1982  | 0 (0)             | 0    | 0      | 0      |
| Jan Streuer                | Belgique    | ?                 | 6/05/1951         | 1980-1981  | 0 (0)             | 0    | 0      | 0      |
| Christiaan Strobbe         | Belgique    | ?                 | 5/05/1945         | 1974-1976  | 0 (0)             | 0    | 0      | 0      |
| Martin Surmont             | Belgique    | ?                 | 8/10/1962         | 1979-1980  | 0 (0)             | 0    | 0      | 0      |
| Guy Swimberghe             | Belgique    | ?                 | 1/12/1960         | 1986-1988  | 42 (0)            | 3    | 1      | 0      |

## T
| Joueur           | Nationalité | Position          | Date de naissance | Période(s) | Matches (dont D1) | Buts | Jaunes | Rouges |
| ---------------- | ----------- | ----------------- | ----------------- | ---------- | ----------------- | ---- | ------ | ------ |
| Dragan Tadic     | Croatie     | Milieu de terrain | 12/02/1973        | 1997-1999  | 36 (36)           | 1    | 6      | 0      |
| Ode Thompson     | Nigeria     | Attaquant         | 8/11/1980         | 2000-2001  | 26 (26)           | 12   | 2      | 1      |
| Bert Tibergyn    | Belgique    | ?                 | 6/10/1969         | 1986-1987  | 0 (0)             | 0    | 0      | 0      |
| Renzy Tielens    | Belgique    | ?                 | 5/10/1976         | 1995-1997  | 1 (1)             | 0    | 0      | 0      |
| Michel Timmerman | Belgique    | ?                 | 6/05/1946         | 1981-1984  | 0 (0)             | 0    | 0      | 0      |
| Valdas Trakys    | Lituanie    | Attaquant         | 20/03/1979        | 1997-1998  | 7 (7)             | 0    | 0      | 0      |

## V
| Joueur                  | Nationalité | Position          | Date de naissance | Période(s)           | Matches (dont D1) | Buts | Jaunes | Rouges |
| ----------------------- | ----------- | ----------------- | ----------------- | -------------------- | ----------------- | ---- | ------ | ------ |
| Bart Van Assche         | Belgique    | ?                 | 13/10/1969        | 1986-1987            | 0 (0)             | 0    | 0      | 0      |
| Serge Van De Walle      | Belgique    | ?                 | 2/10/1971         | 1995-2001            | 43 (43)           | 3    | 8      | 0      |
| Jan Van Den Broucke     | Belgique    | ?                 | 14/01/1964        | 1983-1984            | 0 (0)             | 0    | 0      | 0      |
| Luc Van Haelewijn       | Belgique    | ?                 | 23/02/1960        | 1978-1979            | 0 (0)             | 0    | 0      | 0      |
| Toine van Mierlo        | Pays-Bas    | Attaquant         | 24/08/1957        | 1988-1989            | 23 (0)            | 0    | 2      | 0      |
| Ludwin Van Nieuwenhuyze | Belgique    | Milieu de terrain | 25/02/1978        | 1996-1999            | 7 (7)             | 0    | 1      | 0      |
| Jan Van Tieghem         | Belgique    | ?                 | 24/12/1973        | 1995-1996            | 25 (25)           | 1    | 0      | 1      |
| Éric Van Vyve           | Belgique    | ?                 | 16/04/1947        | 1978-1979            | 0 (0)             | 0    | 0      | 0      |
| Jean-Pierre Vandenborre | Belgique    | ?                 | 11/02/1949        | 1978-1979            | 0 (0)             | 0    | 0      | 0      |
| Franky Vandenbroucke    | Belgique    | ?                 | 29/03/1962        | 1979-1996            | 158 (4)           | 0    | 3      | 1      |
| Alain Vandendriessche   | Belgique    | ?                 | 24/04/1967        | 1986-1989            | 5 (0)             | 0    | 0      | 0      |
| Dirk Vandendriessche    | Belgique    | ?                 | 16/03/1962        | 1979-1980            | 0 (0)             | 0    | 0      | 0      |
| Danny Vandenhende       | Belgique    | ?                 | 12/09/1959        | 1987-1989            | 47 (0)            | 14   | 9      | 1      |
| Xavier Vandenhende      | Belgique    | ?                 | 7/02/1969         | 1985-1989            | 21 (0)            | 0    | 3      | 0      |
| Nico Vanderdonck        | Belgique    | ?                 | 6/12/1969         | 1986-1990            | 23 (0)            | 1    | 6      | 0      |
| Koen Vanderheeren       | Belgique    | ?                 | 30/01/1966        | 1983-1984            | 1 (0)             | 0    | 0      | 0      |
| Lieven Vandevenne       | Belgique    | ?                 | 31/05/1957        | 1978-1985            | 0 (0)             | 0    | 0      | 0      |
| Kurt Vandoorne          | Belgique    | Gardien de but    | 6/09/1975         | 1999-2000            | 12 (12)           | 0    | 0      | 2      |
| Mathieu Vanfleteren     | Belgique    | ?                 | 3/08/1980         | 2000-2001            | 0 (0)             | 0    | 0      | 0      |
| Hein Vanhaezebrouck     | Belgique    | Milieu de terrain | 16/02/1964        | 1989-1998            | 199 (75)          | 13   | 17     | 3      |
| Tony Vanhoutteghem      | Belgique    | ?                 | 20/12/1970        | 1992-1997            | 53 (1)            | 1    | 4      | 0      |
| Kurt Vanhove            | Belgique    | ?                 | 14/01/1965        | 1983-1987, 1988-1990 | 64 (0)            | 34   | 8      | 0      |
| Piet Vankeirsbilck      | Belgique    | ?                 | 11/08/1976        | 1995-1997            | 0 (0)             | 0    | 0      | 0      |
| Nick Vanneder           | Belgique    | ?                 | 30/12/1969        | 1991-1992            | 0 (0)             | 0    | 0      | 0      |
| Willy Vanoplynus        | Belgique    | ?                 | 19/12/1959        | 1978-1989            | 82 (0)            | 0    | 2      | 1      |
| Kenny Verhoene          | Belgique    | Défenseur         | 15/04/1973        | 1998-2001            | 54 (54)           | 8    | 7      | 0      |
| Jeffrey Verhoeven       | Belgique    | ?                 | 12/07/1974        | 1998-2001            | 21 (21)           | 1    | 3      | 1      |
| Chris Verhulst          | Belgique    | ?                 | 21/07/1963        | 1979-1980            | 0 (0)             | 0    | 0      | 0      |
| Geert Vermeire          | Belgique    | ?                 | 5/09/1968         | 1989-1990            | 0 (0)             | 0    | 0      | 0      |
| Angelo Verschelde       | Belgique    | ?                 | 4/10/1963         | 1980-1982            | 0 (0)             | 0    | 0      | 0      |
| Piet Verschelde         | Belgique    | Attaquant         | 3/11/1964         | 1990-1992, 1996-1997 | 105 (42)          | 54   | 11     | 0      |
| Johan Verstraete        | Belgique    | ?                 | 9/12/1962         | 1980-1981            | 0 (0)             | 0    | 0      | 0      |
| Piet Verswyver          | Belgique    | ?                 | 8/12/1972         | 1991-1995            | 75 (0)            | 1    | 8      | 0      |
| Hans Visser             | Pays-Bas    | Défenseur         | 17/12/1966        | 1997-1999            | 62 (62)           | 15   | 4      | 1      |
| Filip Vlieghe           | Belgique    | ?                 | 4/04/1960         | 1978-1989            | 72 (0)            | 14   | 12     | 0      |
| Patrick Voiturier       | Belgique    | ?                 | 26/09/1952        | 1978-1979            | 0 (0)             | 0    | 0      | 0      |

## W
| Joueur          | Nationalité | Position          | Date de naissance | Période(s) | Matches (dont D1) | Buts | Jaunes | Rouges |
| --------------- | ----------- | ----------------- | ----------------- | ---------- | ----------------- | ---- | ------ | ------ |
| Jan Westerfeld  | Belgique    | ?                 | 27/12/1957        | 1979-1980  | 0 (0)             | 0    | 0      | 0      |
| Vincent Windels | Belgique    | Défenseur         | 16/07/1978        | 1998-1999  | 0 (0)             | 0    | 0      | 0      |
| Bart Wostijn    | Belgique    | ?                 | 22/12/1972        | 1992-1994  | 8 (0)             | 0    | 0      | 0      |
| Steven Wostijn  | Belgique    | Milieu de terrain | 28/12/1975        | 1994-2001  | 128 (127)         | 25   | 6      | 0      |

## Y
| Joueur       | Nationalité | Position | Date de naissance | Période(s) | Matches (dont D1) | Buts | Jaunes | Rouges |
| ------------ | ----------- | -------- | ----------------- | ---------- | ----------------- | ---- | ------ | ------ |
| Steev Yousfi | Belgique    | ?        | 11/03/1974        | 1992-1998  | 98 (47)           | 7    | 7      | 1      |

## Z
| Joueur             | Nationalité   | Position  | Date de naissance | Période(s) | Matches (dont D1) | Buts | Jaunes | Rouges |
| ------------------ | ------------- | --------- | ----------------- | ---------- | ----------------- | ---- | ------ | ------ |
| Rafael Zangionov   | Russie        | Attaquant | 5/08/1978         | 1998-1999  | 13 (13)           | 2    | 2      | 1      |
| Patrice Zéré       | Côte d'Ivoire | Défenseur | 20/12/1970        | 1994-1998  | 96 (74)           | 6    | 22     | 9      |
| Rimantas Žvingilas | Lituanie      | Attaquant | 3/09/1973         | 1997-2000  | 49 (49)           | 7    | 5      | 0      |

### Sources
- (nl) « Liste des joueurs du club », sur Belgian Soccer Database (K. RC Harelbeke)
- (nl) « Liste des joueurs du club », sur Belgian Soccer Database (K. RC Zuid-West)